# Castilleja hispida
Castilleja hispida är en snyltrotsväxtart som beskrevs av George Bentham. Castilleja hispida ingår i släktet målarborstar, och familjen snyltrotsväxter.

## Underarter
Arten delas in i följande underarter:
- C. h. acuta
- C. h. brevilobata
- C. h. hispida

## Bildgalleri

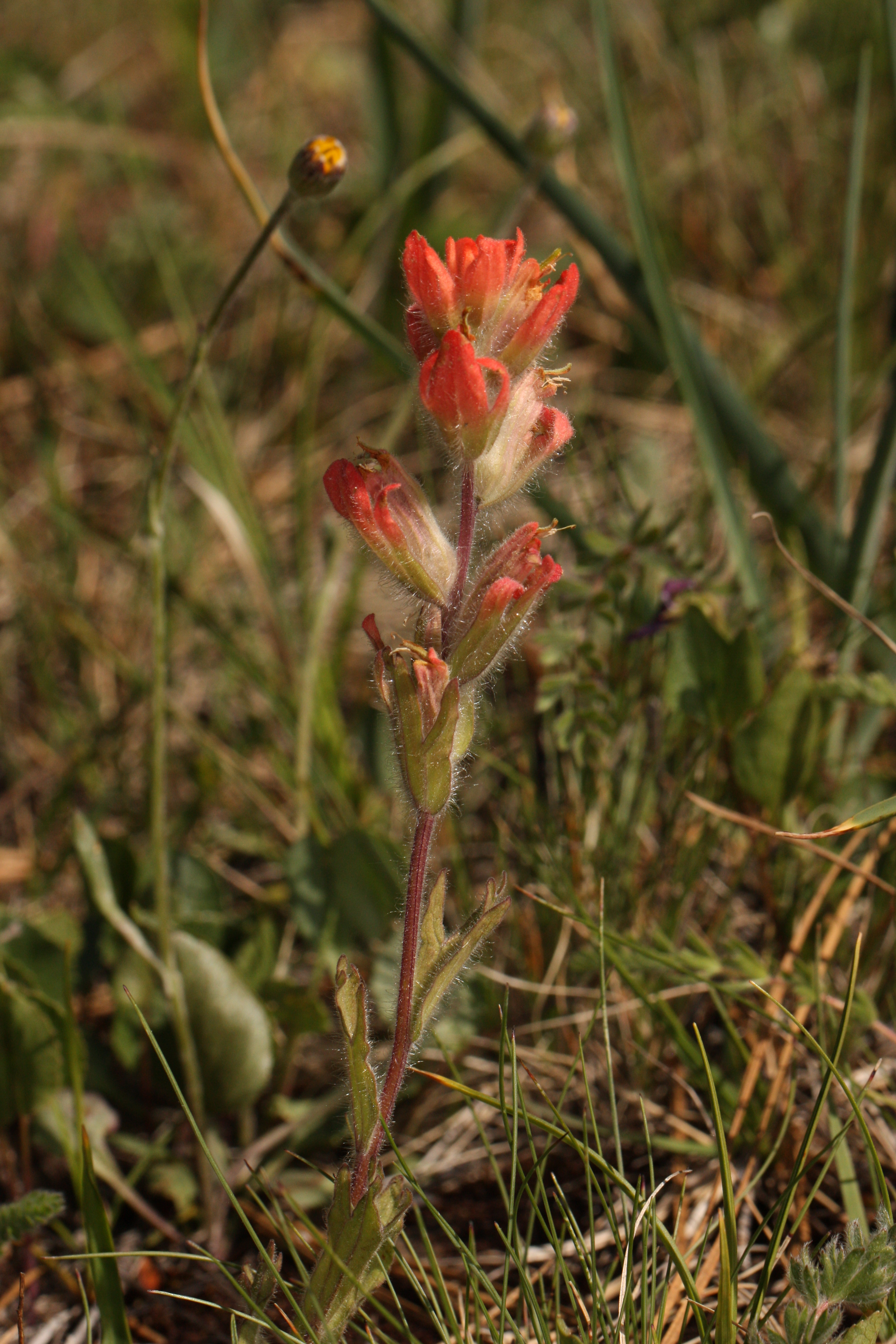
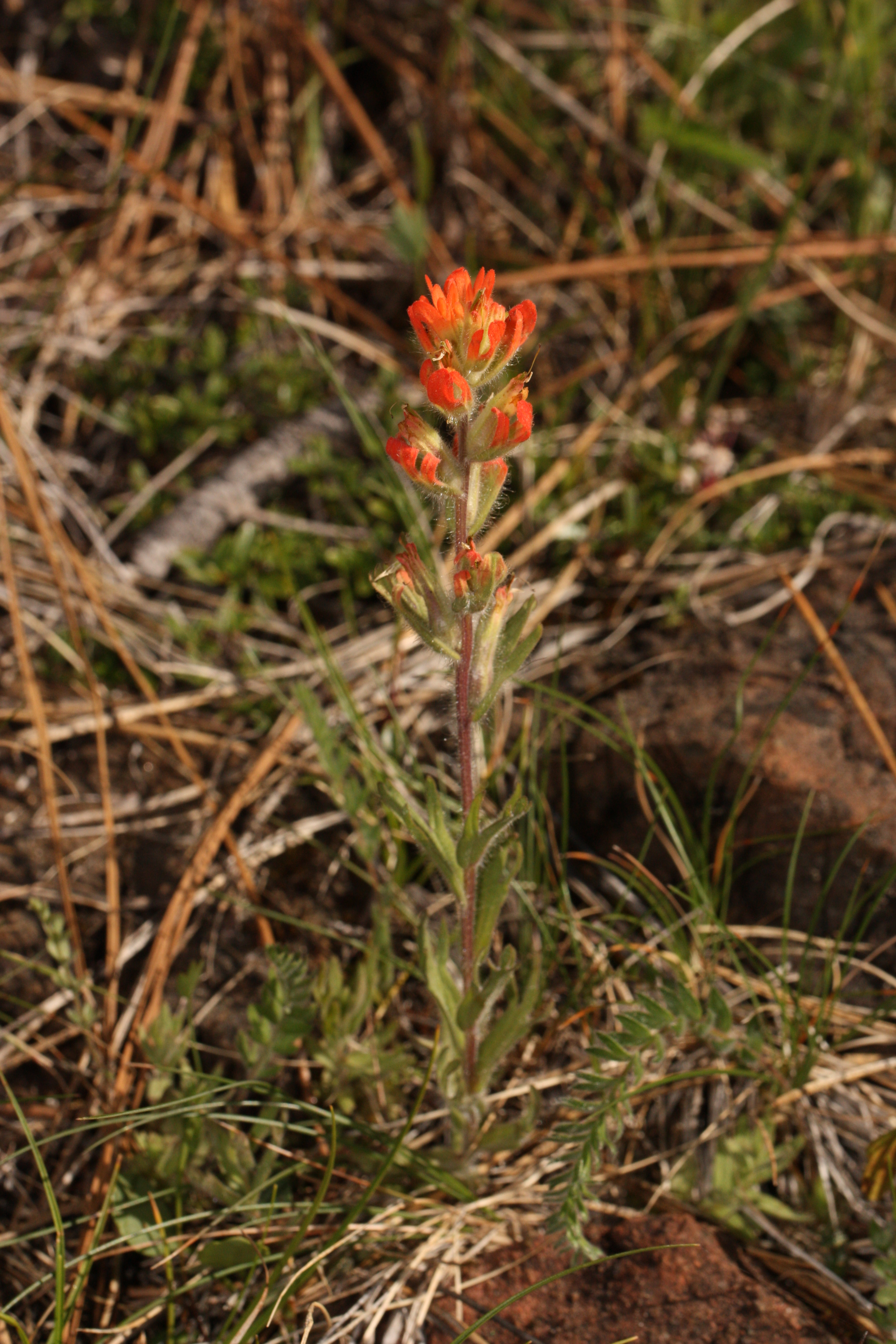
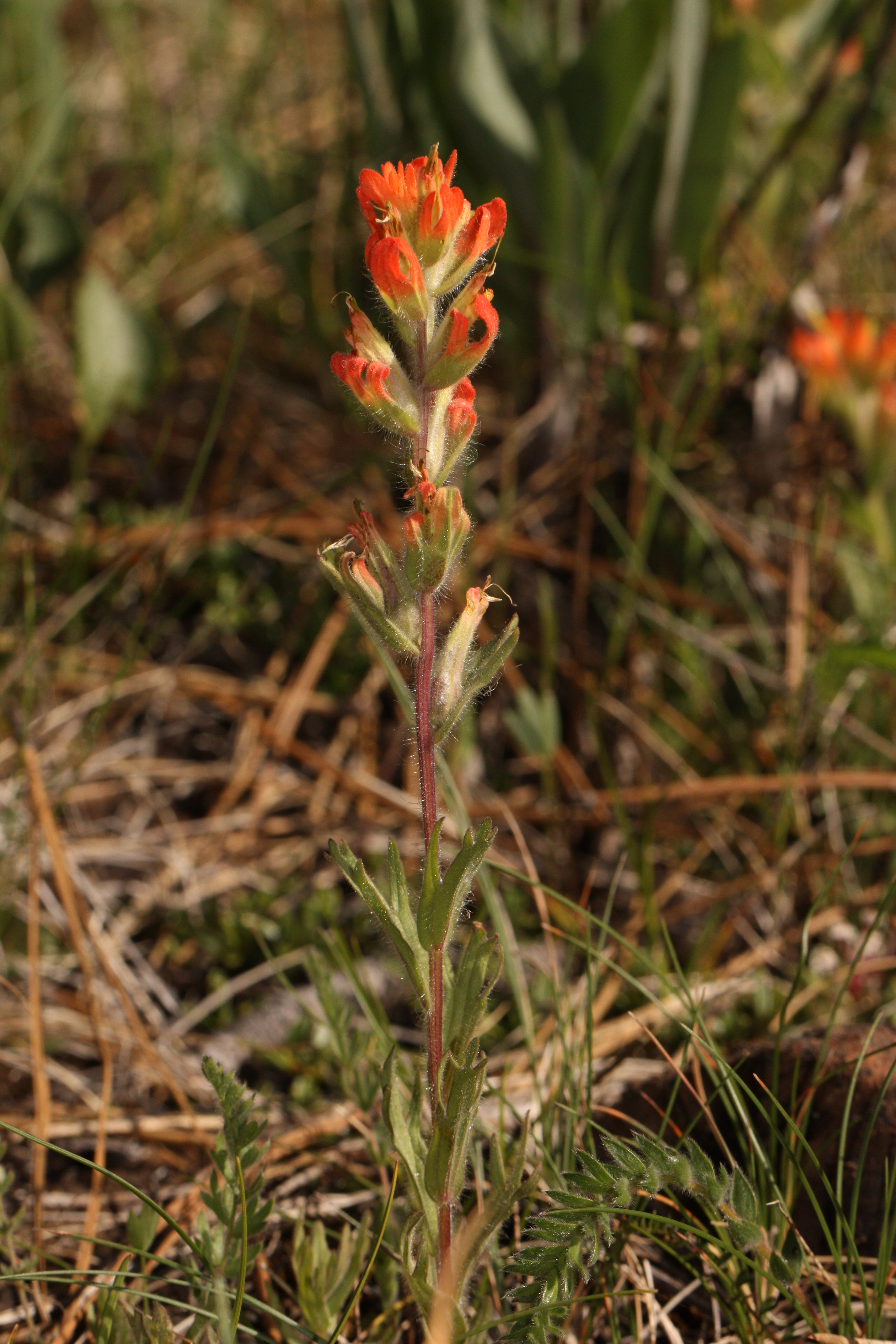
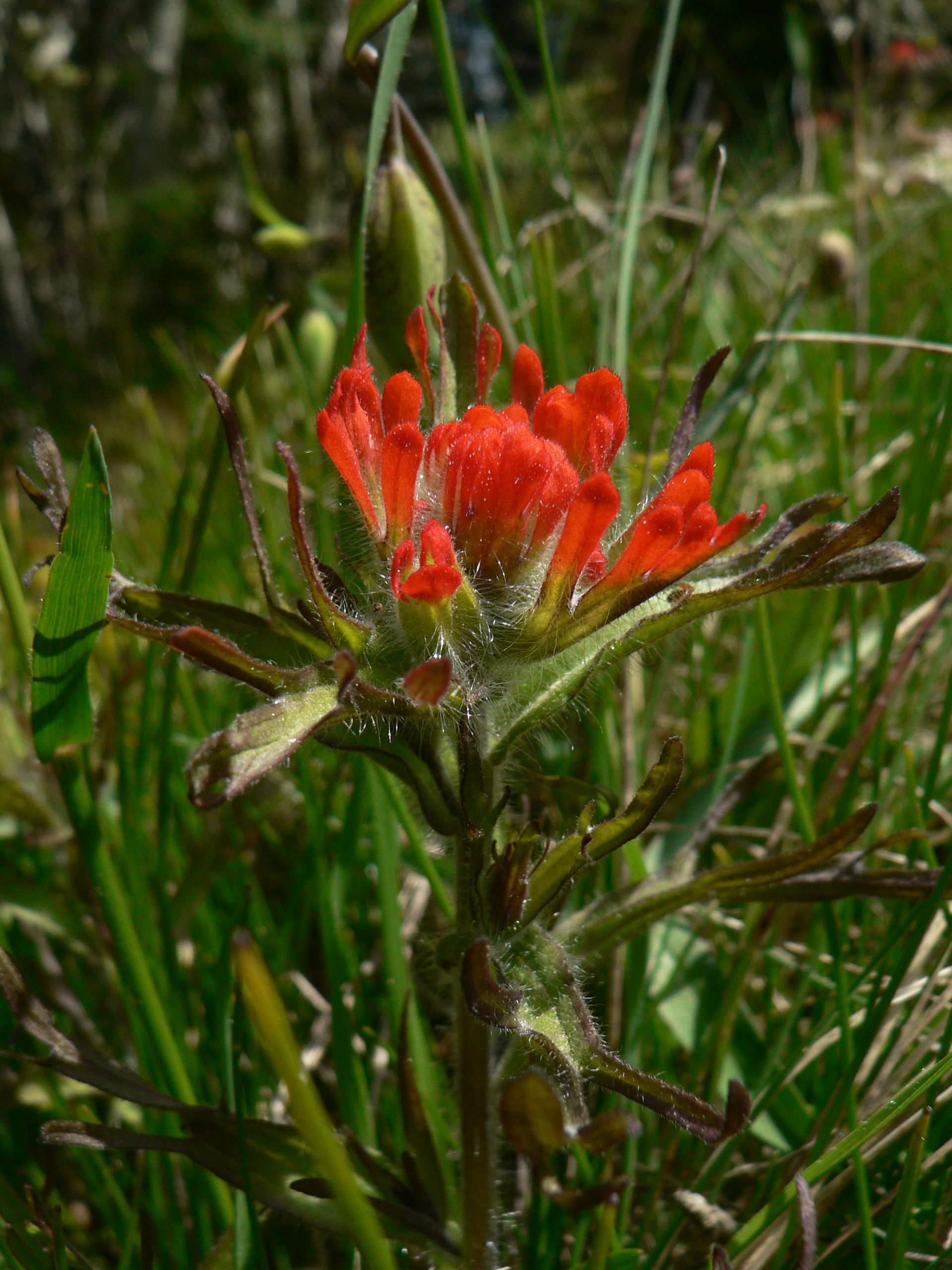